# モンゴメリー駅
モンゴメリー駅（英語：Montgomery Station）は、ウェストバージニア州モンゴメリー サード・アヴェニューおよびワシントン・ストリートにある駅。

## 利用可能な鉄道路線／列車
アムトラックの停車する列車は下記の通り。
シカゴとワシントン間の夜行長距離列車カーディナル号…週3往復停車